# Stamnodes jomdensis
Stamnodes jomdensis är en fjärilsart som beskrevs av Da-yong 1986. Stamnodes jomdensis ingår i släktet Stamnodes och familjen mätare. Inga underarter finns listade i Catalogue of Life.